# El Barbot Negre
El Barbot Negre és una surgència que forma un travertí del poble de Riells del Fai, al terme municipal de Bigues i Riells, al Vallès Oriental.
És a prop i al sud-est del Gorg de les Donzelles i del Salt de Llòbrega, al nord-est del Turó de les Onze Hores, al nord del Grau de les Escaletes.